# Еван Ндіка
Обіт Еван Ндіка (фр. Obite Evan Ndicka, нар. 20 серпня 1999, Париж) — французький футболіст камерунського походження, центральний захисник італійської «Роми». Виступав у складі молодіжної збірної Франції.

## Клубна кар'єра
Народився 20 серпня 1999 року в місті Париж. Вихованець футбольної школи клубу «Осер».
У дорослому футболі дебютував 2016 року виступами за другу команду того ж клубу. А з 2017 року почав залучатися до матчів головної команди «Осера», в якій провів 14 ігор.
2018 року перейшов до німецького клубу «Айнтрахт» (Франкфурт-на-Майні), з яким уклав п'ятирічний контракт. У франкфуртській команді молодий француз став одним з основних центральних захисників. За підсумками сезону 2021/22 Н'Діка виграв з «Айнтрахтом» Лігу Європи УЄФА, зігравши в тому числі і у фінальному матчі, де на 100 хвилині був замінений на Крістофера Ленца. До завершення контракту з «Айнтрахтом» влітку 2023 року встиг відіграти у його складі у 134 іграх Бундесліги.
21 червня 2023 року на правах вільного агента приєднався до італійської «Роми».

## Виступи за збірні
2014 року дебютував у складі юнацької збірної Франції до 16 років, за яку зіграв у 5 іграх. Згодом грав за усі вікові категорії французької збірної і 2019 року з командою до 20 років взяв участь у молодіжному чемпіонаті світу 2019 року в Польщі, зігравши там у 3 іграх, а французи вилетіли на стадії 1/8 фіналу.

## Титули і досягнення
- Володар Ліги Європи УЄФА (1): 2021/22

Збірні
- Переможець Кубка африканських націй: 2024